# スーパーモデラーズ
スーパーモデラーズとはかつて秋葉原に存在したホビーショップである。

## 概要
2007年12月14日、「Enjoy Making Hobby」をキャッチフレーズに電撃ホビーマガジンがプロデュースし秋葉原でアークライト、ウェーブ、キャラアニ、メディアワークスの4社が共同で開店。
ガレージキット、プラモデル、完成品フィギュア、工具等を販売するだけでなく店内実演スペース「電撃ホビー工房」やミニ4駆の常設コースがあった。また、電撃ホビーマガジンや電撃スケールモデラーに掲載された作例も展示されていた。アトリエ彩が小売店舗を閉店した時には閉店セールが実施された。しかし、販売不振により2009年2月1日に閉店。
通信販売は楽天ビージェイが引き続き行う。電撃ホビー工房はアソビットシティ2Fへ移転。
電撃ホビーマガジンのライバル誌であるホビージャパンがポストホビーを母体として出来たのに対してメディアワークスグループにおいてもメディアと販売の連動による相乗効果を目指す動きがあったが、大きくつまづくことになった。